# Rothley (Leicestershire)
Rothley ist eine Gemeinde (civil parish) in der Grafschaft Leicestershire in England mit etwa 3600 Einwohnern.

## Lage
Der Ort liegt acht Kilometer nördlich von Leicester. Der Rothley Brook fließt südlich angrenzend und mündet etwa einen Kilometer östlich in den Soar. Die A6 verläuft etwa einen Kilometer im Osten.

## Geschichte
Der Ort entwickelte sich seit dem frühen Mittelalter als Marktplatz für die waldreiche Umgebung. Auf dem Friedhof findet sich ein Kreuz der Sachsen aus dem 9. Jahrhundert. Auf dem Gelände des Rothley Court befindet sich die Chapel of the Knights Templar aus dem 13. Jahrhundert.

## Persönlichkeiten

### Söhne und Töchter der Gemeinde
- Thomas Macaulay, 1. Baron Macaulay (1800–1859), Historiker, Dichter und Politiker
- Robert Jackson Emerson (1878–1944), Bildhauer, Maler und Medailleur
- Hazel Byford, Baroness Byford (* 1941), Politikerin (Conservative Party)
- Molly Smitten-Downes (* 1987), Sängerin

## Sonstiges
Das vermisste Mädchen Madeleine McCann lebte hier mit seinen Eltern bis zu seinem Verschwinden in Portugal 2007.